# ホセ・ソリーリャ
ホセ・ソリーリャ・イ・モラル (José Zorrilla y Moral スペイン語発音: [xoˈse θoˈriʎa]1817年2月21日 - 1893年1月23日)は、スペインの劇作家、詩人。

## 生涯
スペインのバリャドリッドで誕生した。父はフェルナンド7世に信任された治安判事であり、保守派にして絶対王政派である。バリャドリッドからブルゴスやセビリアを経て9歳の時マドリードに移り、イエズス会系の神学校で学ぶ。この頃12歳で韻文を書く。フランソワ＝ルネ・ド・シャトーブリアンやウォルター・スコットに夢中になり、ロペ・デ・ベガやペドロ・カルデロン・デ・ラ・バルカの戯曲を基にした学校演劇に参加した。
父のたっての願いでトレドに送られて1833年トレド大学で法を学ぶが法律に関心が持てず、のち1835年バリャドリッド大学に通う。この頃にジェイムズ・フェニモア・クーパー、ヴィクトル・ユーゴー、アレクサンドル・デュマ・ペール、ホセ・デ・エスプロンセダ、フランソワ＝ルネ・ド・シャトーブリアン、ウォルター・スコットといった作家を中心に熟読した。
1837年2月、当時無名だったソリーリャは自殺した著名なジャーナリストで著作家マリアーノ・ホセ・デ・ラーラの葬儀にて自らの詩文を朗唱し感動させたことで世間から大いに注目を浴びる。1837年に処女詩集『Poesias』を発表、本作は特にアルフォンス・ド・ラマルティーヌやヴィクトル・ユーゴーの影響が濃い。ソリーリャは約3年間で6作を発表して高く評価された。アントニオ・ガルシア・グティエレスと戯曲『Juán Dondolo』（1839）を共作したのち、個人で戯曲『Cada cual con su razón』（1840）を発表、その後5年間で22作の戯曲を手がけた。韻文形式で書き上げた民間伝承の集作『Cantos del trovador』（1841）によってソリーリャはホセ・デ・エスプロンセダに次ぐ2番目の名声を獲得した。ソリーリャはスペイン国内の民間伝承の採取に没頭して戯曲の創作に用いた。さらに色馳せた時代遅れの昔の劇を翻案していった。例えば『El Zapatero y el Rey』はフアン・デ・ラ・ホス・イ・モタによる『El montanés Juan Pascual』を改作している。作『La mejor Talon la espada』はアガスティン・モレト・イ・カヴァナの『Travesuras del estudiante Pa-atoja』を拝借している。有名な戯曲『ドン･フアン･テノーリオ』は、ティルソ・デ・モリーナの『セビーリャの色事師と石の招客』を題材にしている。とはいえ『Sancho García, El Rey loco』や『El Alcalde Ronquillo』といった戯曲はソリーリャのオリジナルである。 ソリーリャは戯曲『Traidor, inconfeso y martir』（1845）を自らの最高傑作の戯曲と考えた。1845年にパリへと移った。この頃に母が死去して一旦マドリードに帰還。1848年にレアル・アカデミア・エスパニョーラの会員に選出される。再びスペインを発ちしばらくの間ボルドーに居住したあと1851年にパリ定住、1852年に『Obras de D. Jose Zorrilla』を発表した。アルフレッド・ド・ミュッセ、テオフィル・ゴーティエ、ジョルジュ・サンド、アレクサンドル・デュマ・ペールと親交を結ぶ。それからアメリカ大陸に移る。メキシコを中心としてキューバにも一時期滞在する。メキシコ在住の多くは貧困生活であった。この11年間ではほとんど執筆しなかったが、メキシコ皇帝マクシミリアンの誕生後、皇帝によってメキシコ国立劇場の長に任命された。妻亡き後1866年にスペインへと帰国したが半ば忘れられていた。帰国後、皇帝マクシミリアン処刑の報に衝撃を受けた。1871年から以降12年間にわたる時期はいつも困窮していた。1880年に自伝『Recuerdos del tiempo viejo』を出版したが、貧窮生活から抜け出せなかった。 ソリーリャの演劇はまだ上演されていたが、ソリーリャはロイヤルティーを受け取ってなかった。晩年になってようやく批評家は作品を再評価し始め、新たな名声を得る。 スペインアカデミーから3万レアルの年金、名誉金勲章、そして1889年に国民栄誉の称号を受け、1893年1月23日にマドリードで他界した。

## 著作

### 戯曲
- El zapatero y el Rey (1839年/1842年)
- Sancho Garcia (1842年)
- El punal del godo (1843年)
- Don Juan Tenorio (1844年)
- La Calentura (1847年)
- Traidor, inconfeso y martir (1849年)
- Cuentos de un loco (1853年)

## 邦訳
- 『ドン・ファン・テノーリオ』 高橋正武訳 岩波書店 (岩波文庫) 1949年、『ドン・フワン・テノーリオ』 1974年改訳版
- 『世界詩人全集 第2巻前期ロマン派詩集』 南歐詩篇ソリーリャ 河出書房 1955年